# کانیاکوماری
کانیاکوماری (به انگلیسی: Kanyakumari) یک منطقهٔ مسکونی در هند است که در Kanyakumari district واقع شده‌است. کانیاکوماری ۲۵٫۸۹ کیلومتر مربع مساحت و ۲۹٬۷۶۱ نفر جمعیت دارد و ۳۰ متر بالاتر از سطح دریا واقع شده‌است.

## نگارخانه

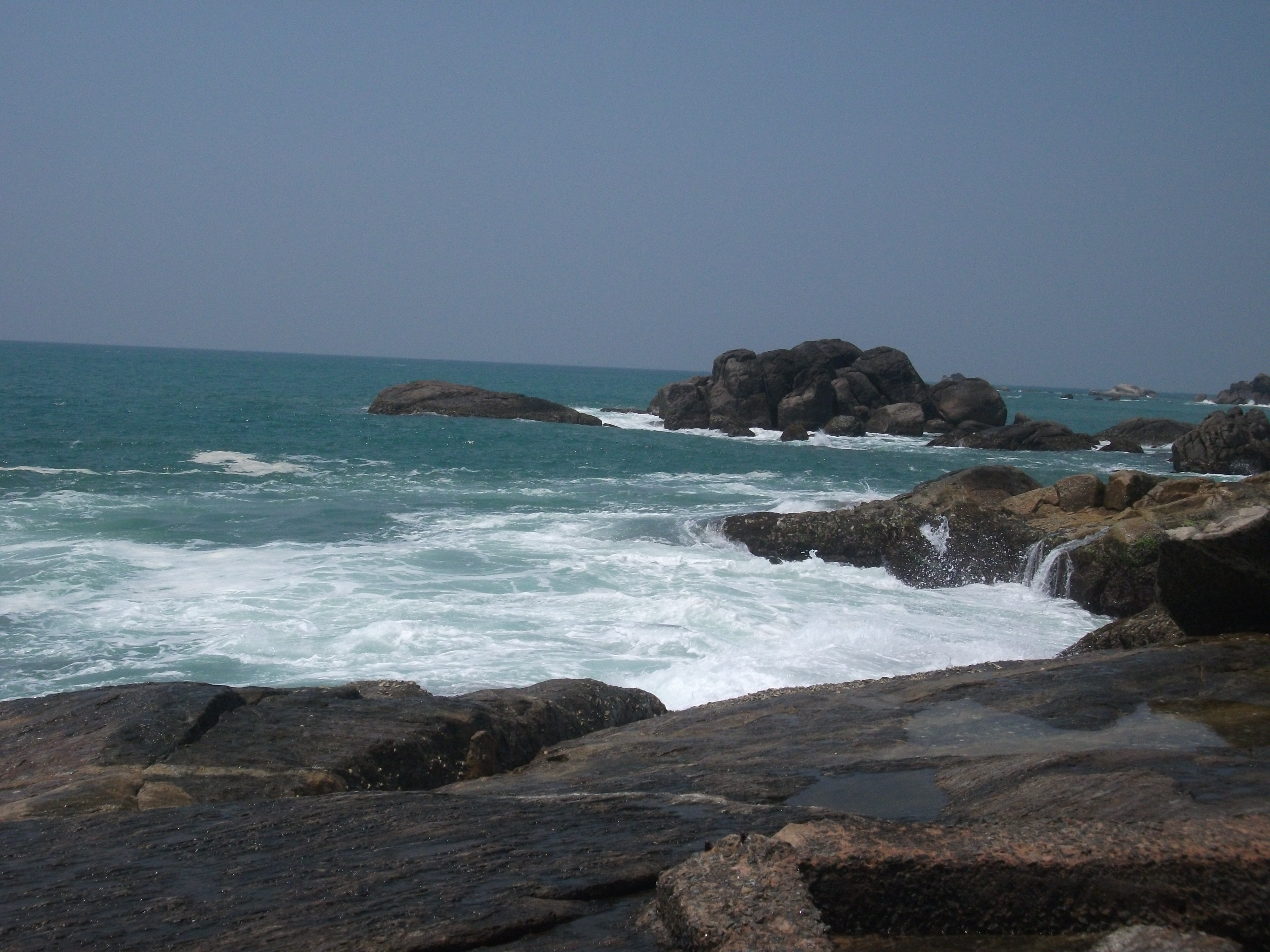
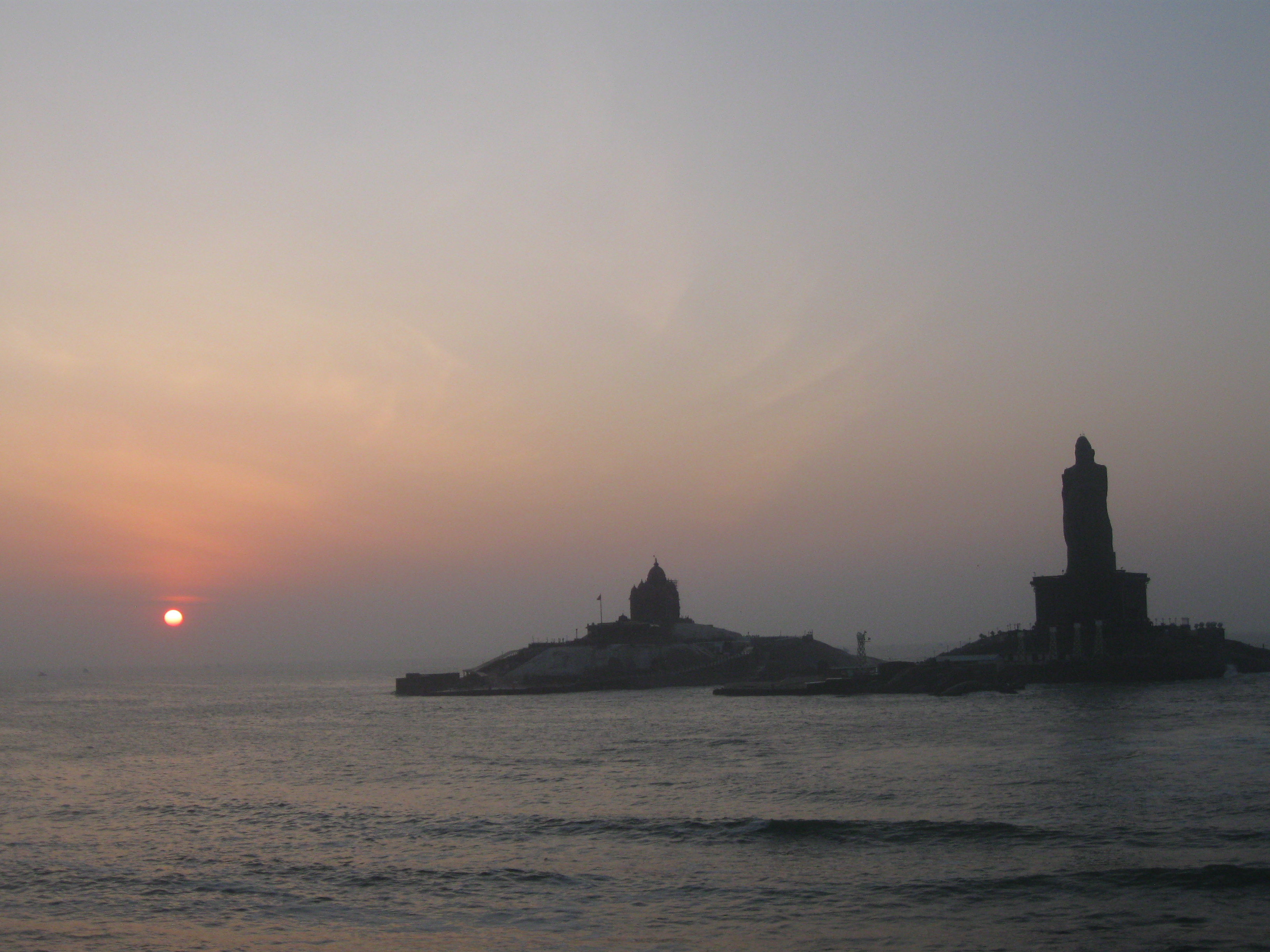
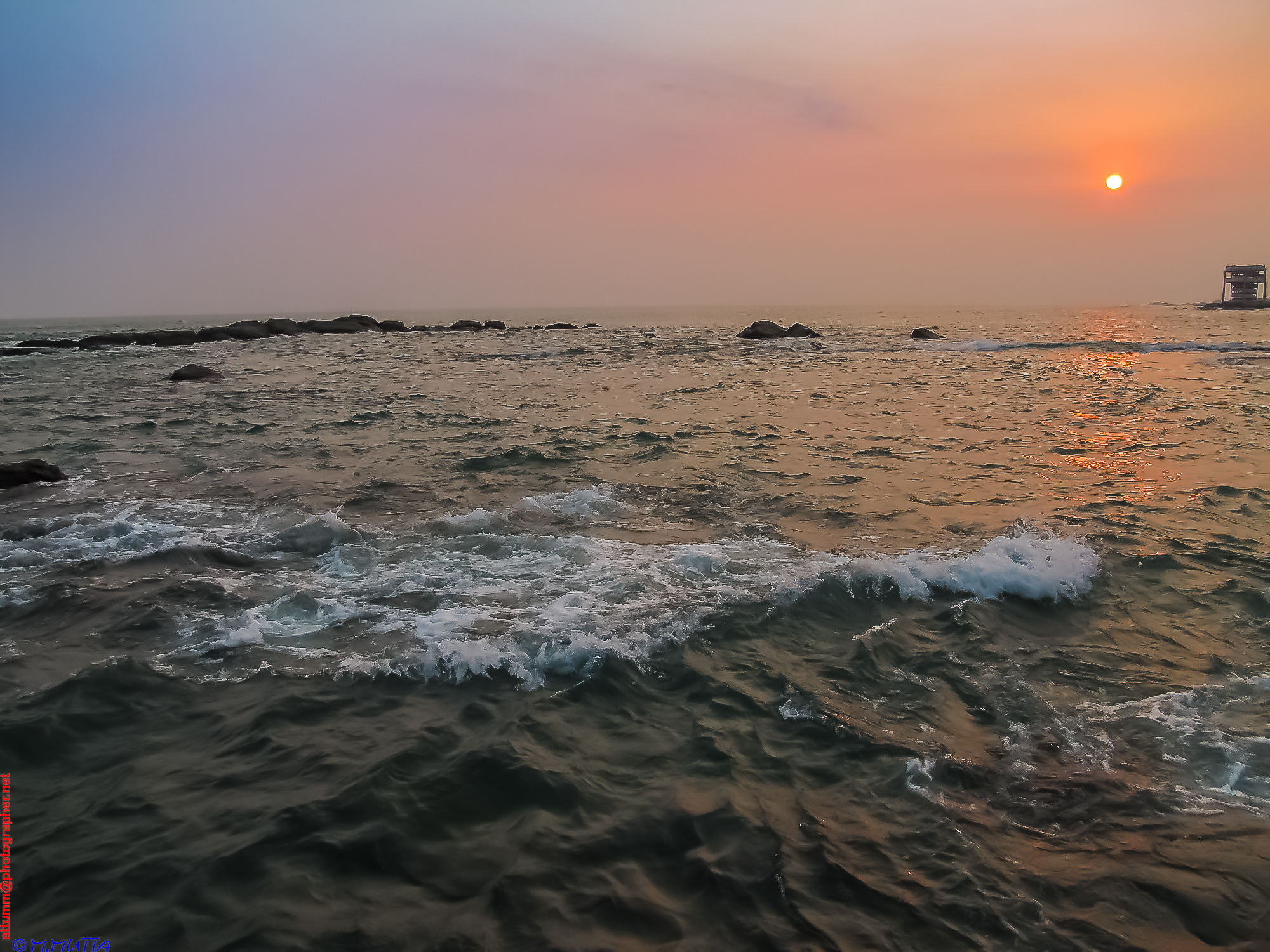
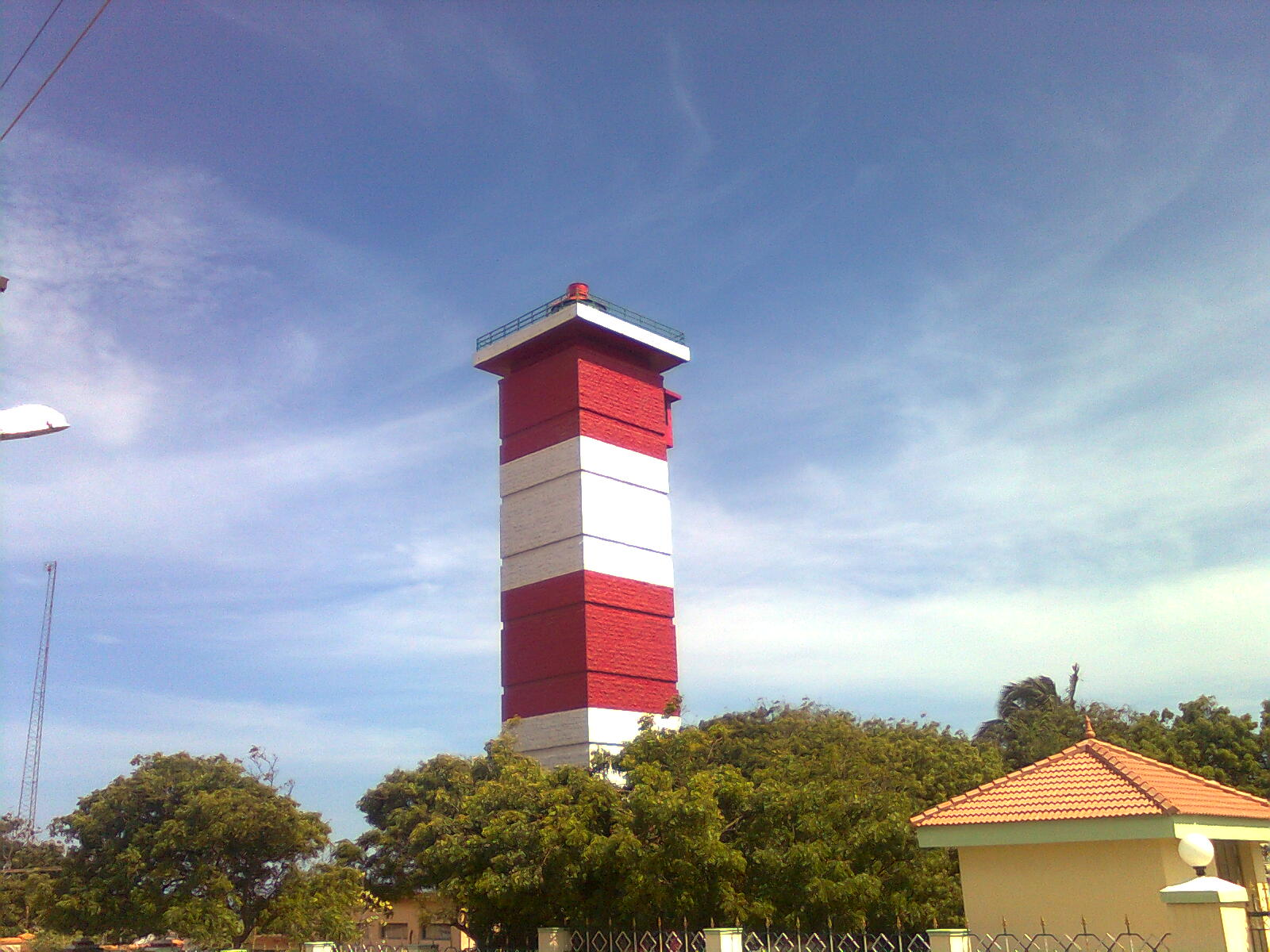
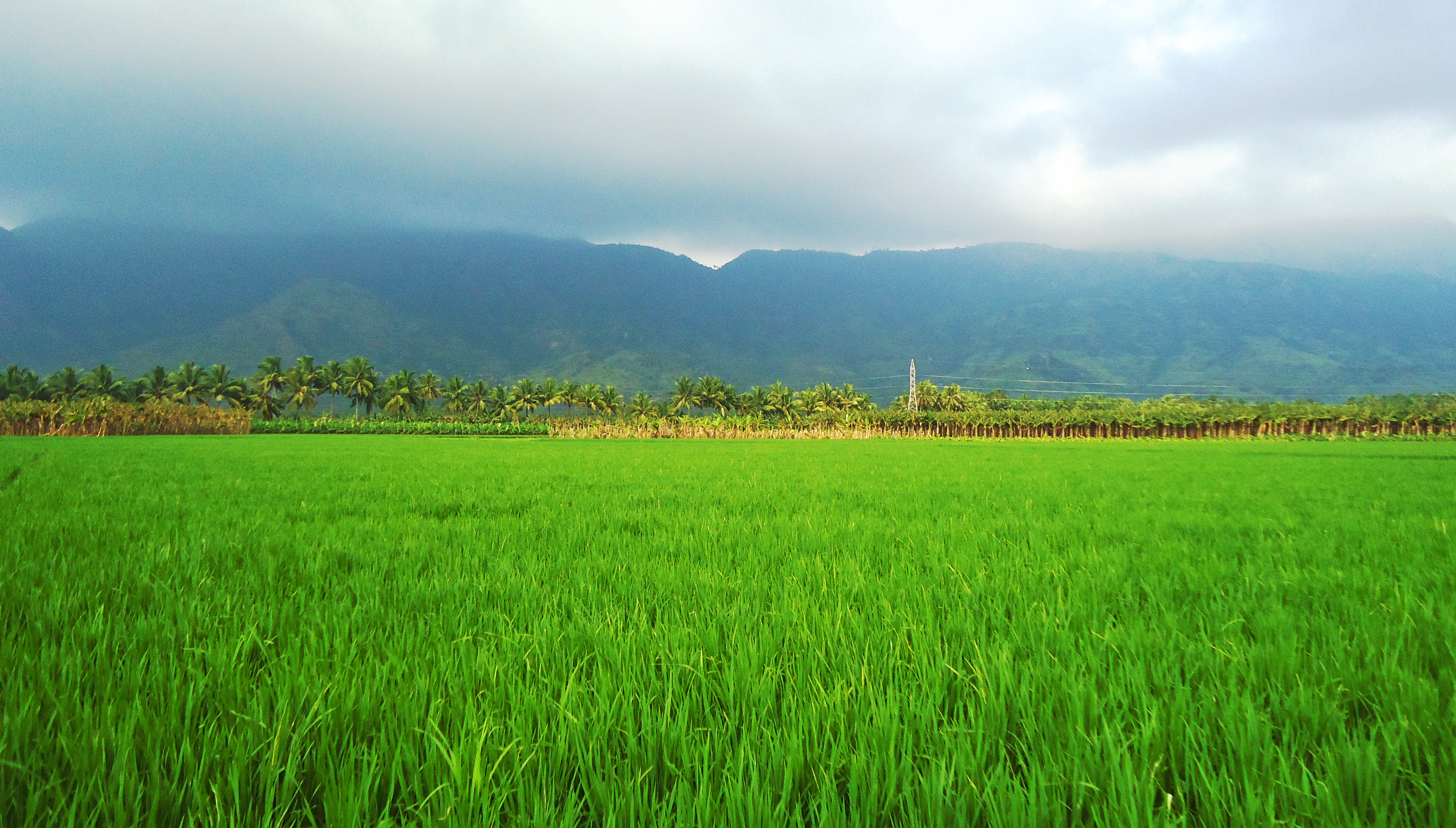
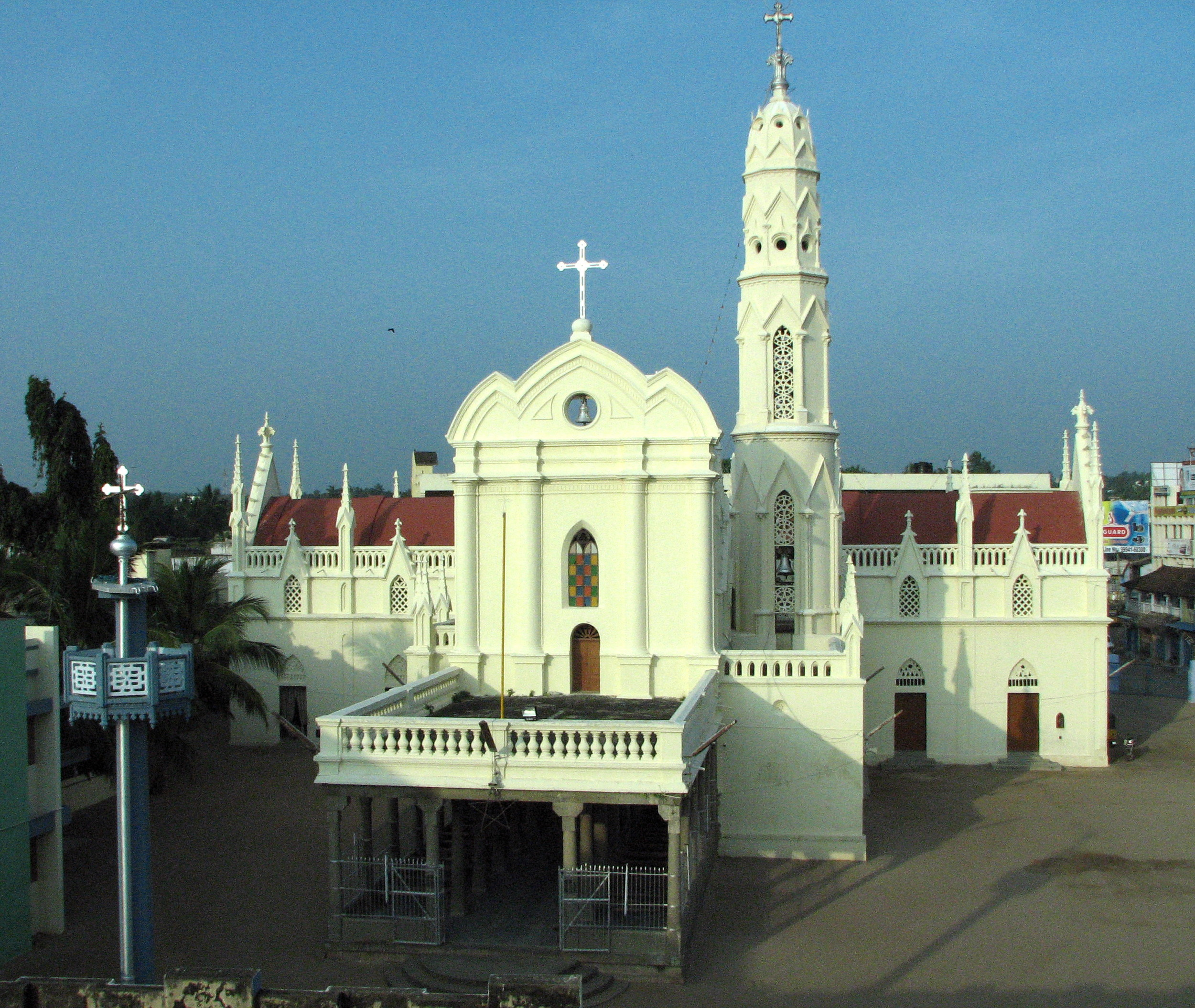
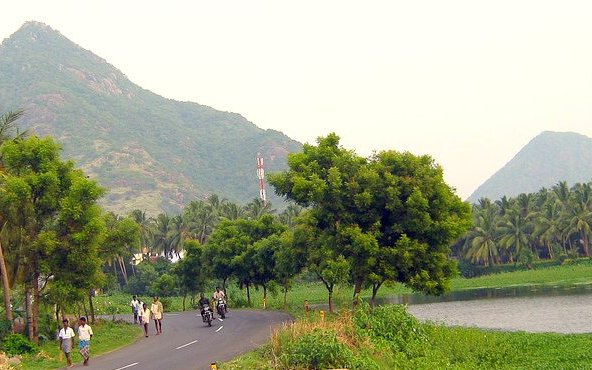
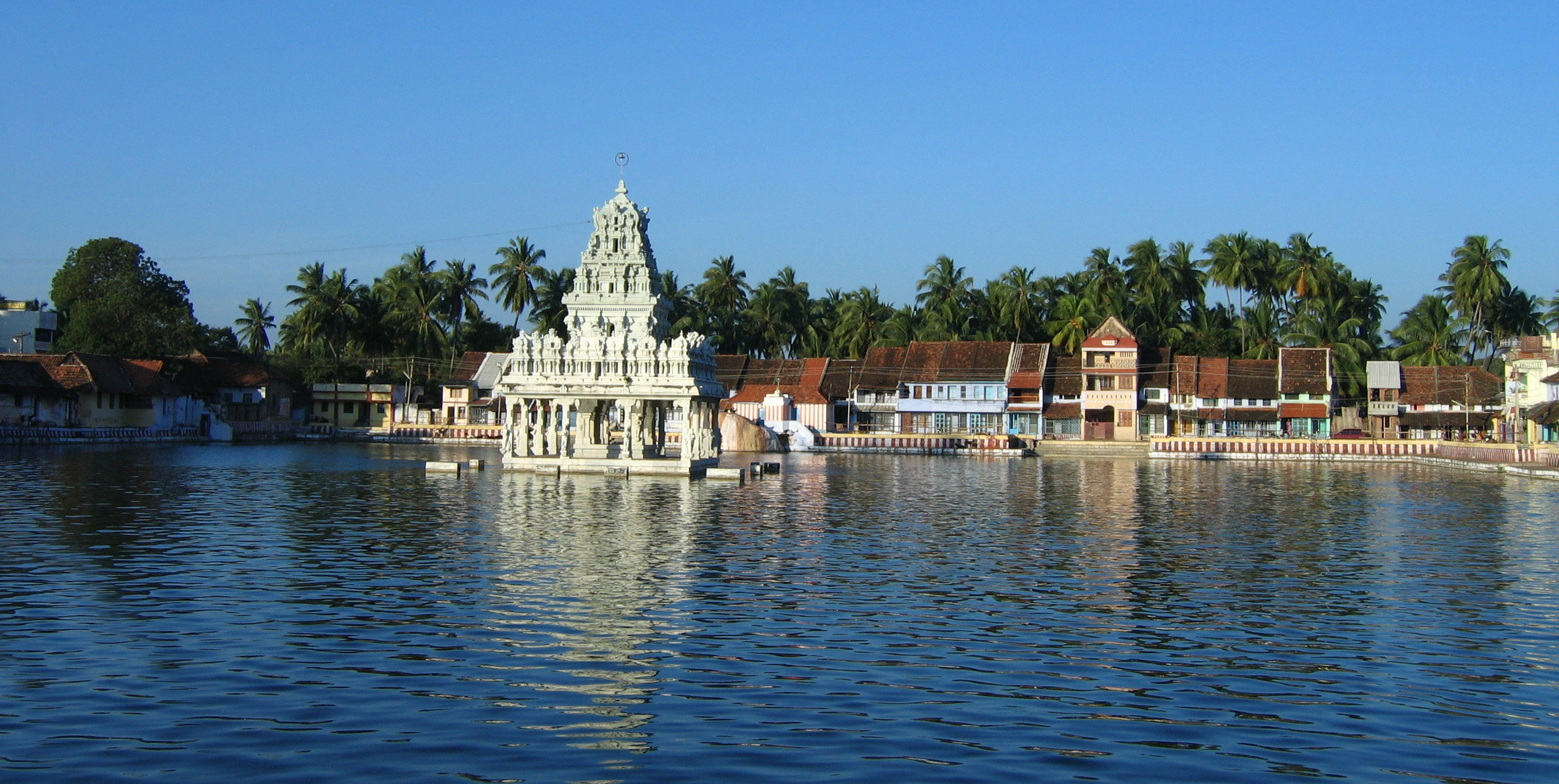
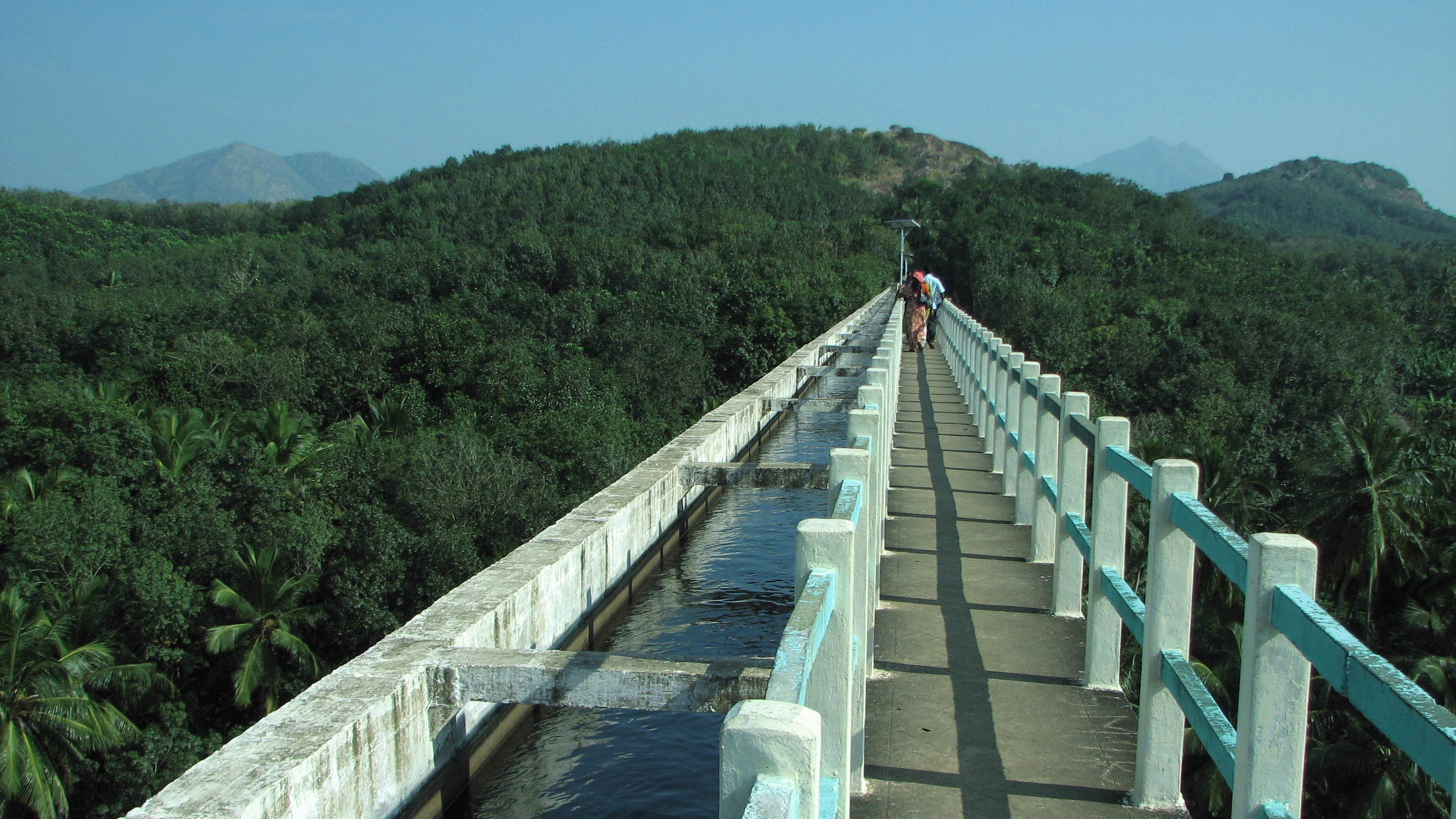
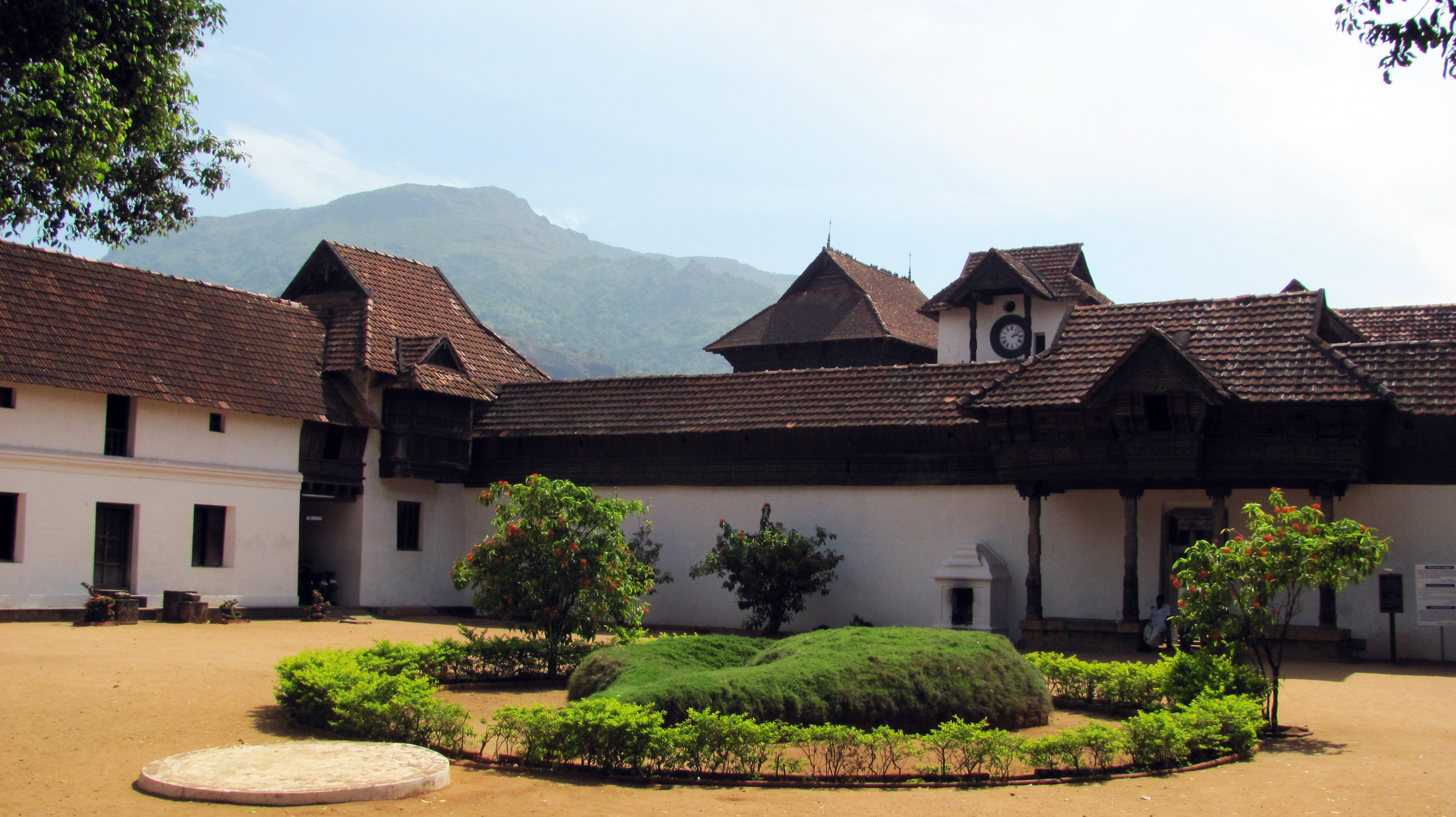
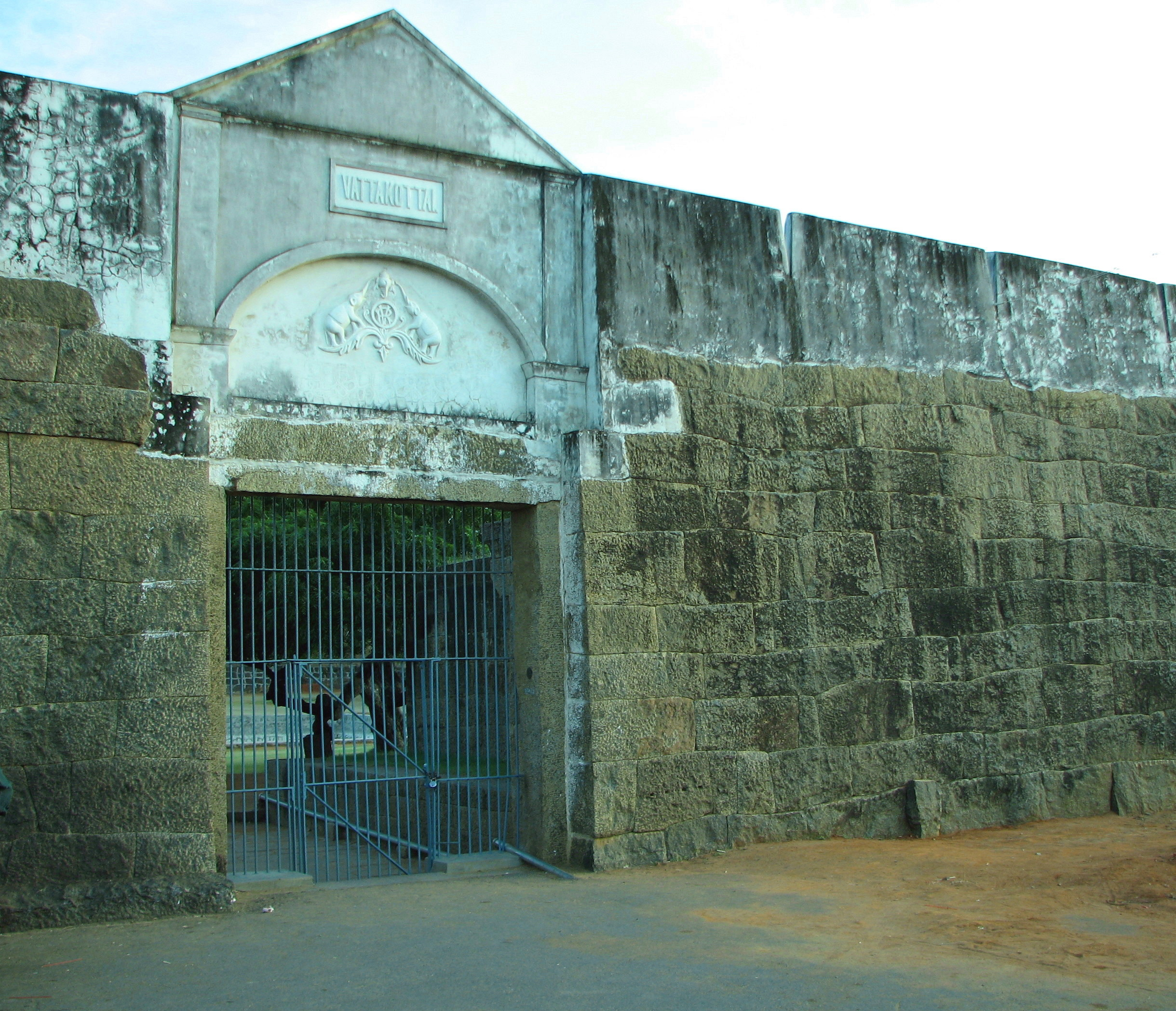
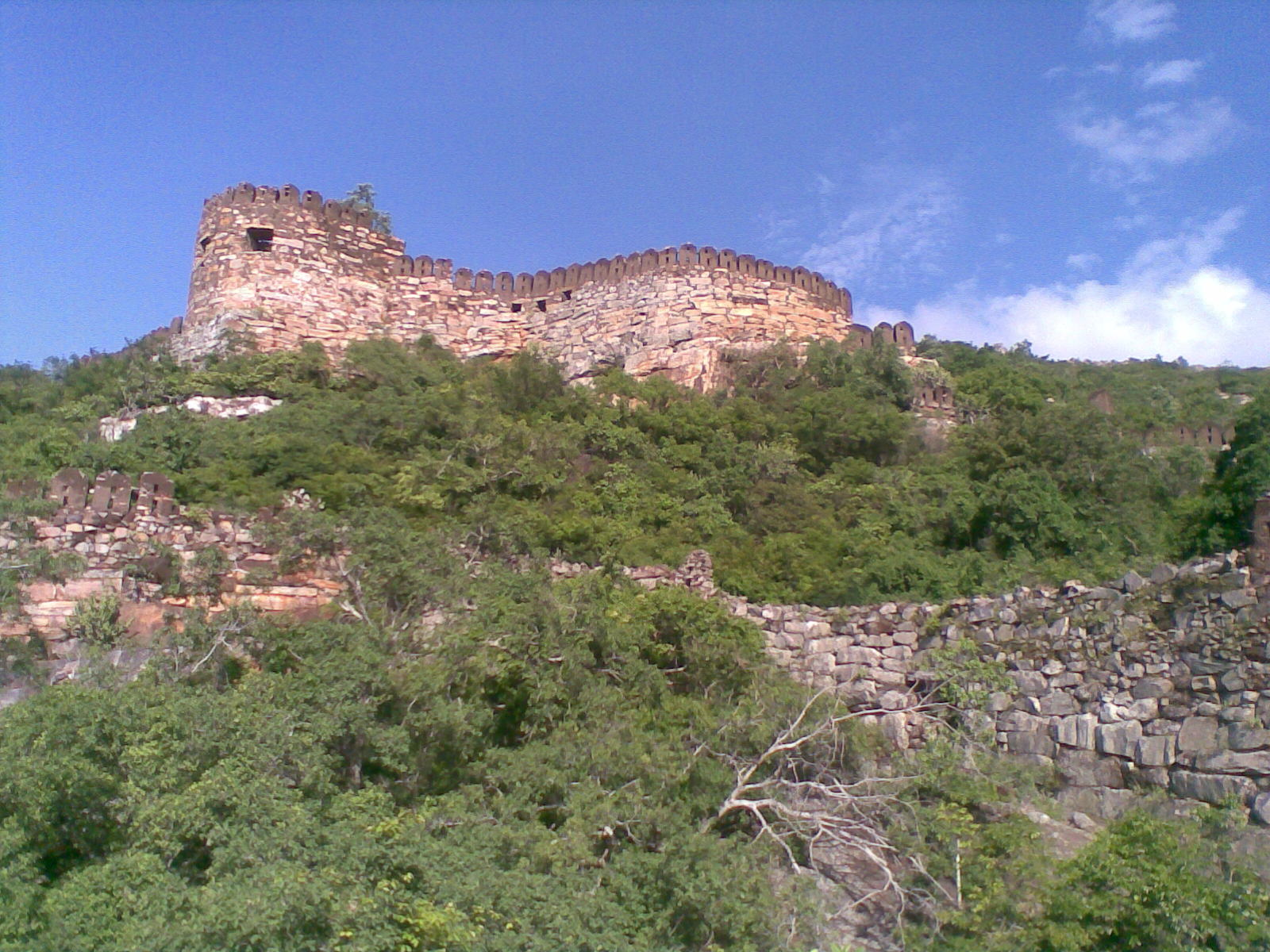